# Union nationale des groupements mutualistes solidaires
L'Union nationale des groupements mutualistes solidaires (UNGMS) est une scission de la Fédération des mutuelles de France (FMF) créée en mai 2002 après l'adhésion de cette dernière à la Fédération nationale de la mutualité française (FNMF).
En désaccord avec les positions de la FMF et du rôle joué par la FNMF, elle a souhaité offrir aux structures mutualistes une alternative politique ne sacrifiant pas le système de soins et son financement à la marchandisation du corps humain.
C'est une Union nationale composée de mutuelles et d’unions départementales.
Elle a élaboré une charte en six points :
1. Le retour aux valeurs originelles de la Sécurité sociale de 1945 avec le retour immédiat de remboursement à 80 % des prestations médicales pour aller vers le 100 %.
2. Abrogation des réformes Douste-Blazy concernant l'assurance maladie, et la loi Fillon concernant les retraites.
3. La nécessité de consacrer plus de richesse produites en France pour la santé sur le PIB (produit intérieur brut).
4. Amélioration et développement de l'hôpital public. Arrêt du plan Hôpital 2007.
5. Abrogation des directives assurantielles européennes.
6. Réécriture du nouveau code reprenant les valeurs de solidarité, d'entraide, de démocratie sociale

Son action (soutenue par ses adhérents-militants et ses structures techniques) vise à créer une mobilisation générale autour d'un manifeste dénonçant 3 points d'inégalité et de régression du droit à la santé pour tous :
1. Pour les soins de ville :
  - Les dépassements d'honoraires
  - Les délais d'attente pour obtenir un rendez-vous
  - Le manque de corps médical (nombre insuffisant d'infirmiers, de spécialistes,...)
2. Pour l'Hôpital :
  - Les dépassements d'honoraires
  - Le manque de personnel
  - Le manque de matériel
  - La non prescription de certains examens parce que leur coût est trop élevé.
  - Le forfait journalier
3. Contre l'inégalité sociale provoquée par :
  - Le déremboursement de la Sécurité Sociale obligeant à une complémentaire santé de plus en plus lourde à supporter par ceux qui le peuvent encore (1 Français sur 4 n'a pas de complémentaire).

L'UNGMS participe aux EGSAM (États généraux de la Santé et de l'Assurance Maladie) dont elle a inspiré la partie mutualité du manifeste. 